# Pagar Alam
Pagar Alam ist eine indonesische autonome Stadt (indonesisch Kota) im Süden der Insel Sumatra. Sie gehört administrativ zur Provinz Sumatra Selatan (Süd-Sumatra) und hatte Ende 2023 etwas über 150.000 Einwohner.

## Geografie
Hinsichtlich ihrer Territorialfläche (0,72 % der Provinz) belegt die Stadt Platz 14 der 17 Verwaltungseinheiten der 2. Ebene (Kota/Kabupaten) bzw. Platz 6 aller 34 Kota auf der Insel Sumatra.

### Lage
Die Stadt liegt im Westen der Provinz, bis zur Provinzhauptstadt Palembang sind es ca. 210 km Luftlinie in nordöstlicher Richtung, die Straßenverbindung ist ca. 90 km länger. Die Binnenstadt ist ringsum vom Kabupaten Lahat umgeben, nur im Südosten grenzt auf ca. 15 km der Kabupaten Muara Enim. Außerdem bildet im Süden der Kabupaten Bengkulu Selatan eine Provinzgrenze zur Provinz Bengkulu.  Es werden folgende Koordinaten belegt: Zwischen 3° 59′ 08″ und 4° 16′ 02" s. Br. sowie zwischen 103° 07′ 12″ und 103° 24′ 53″ ö. L.

## Verwaltungsgliederung
Administrativ gliedert sich die Stadt in 5 Distrikte (Kecamatan) mit 35 städtisch geprägten Orten. Sie wurden als unterste Stufe in 165 Rukun Warga (RW) und 473 Rukun Tetangga (RT) geteilt. Im Volkszählungsjahr wurden 35.139 Haushalte mit durchschnittlich 3,99 Personen pro Haushalt gezählt.
| Code 1   | Kecamatan Distrikt   | Ibu Kota Verwaltungssitz | Fläche (km²) | Einwohner Zensus 2010 2 | Volkszählung 2020 | Volkszählung 2020 | Volkszählung 2020 | Anzahl der Kel. 6 | Anzahl der RW / RT 7 |
| Code 1   | Kecamatan Distrikt   | Ibu Kota Verwaltungssitz | Fläche (km²) | Einwohner Zensus 2010 2 | Einw. 3           | 0Dichte 40        | Sex Ratio 5       | Anzahl der Kel. 6 | Anzahl der RW / RT 7 |
| -------- | -------------------- | ------------------------ | ------------ | ----------------------- | ----------------- | ----------------- | ----------------- | ----------------- | -------------------- |
| 16.72.01 | Pagar Alam Utara     | Selibar                  | 55,47        | 37.218                  | 42.920            | 832,3             | 103,53            | 10                | 46 / 133             |
| 16.72.02 | Pagar Alam Selatan00 | Ulu Rurah                | 63,17        | 44.755                  | 50.361            | 815,5             | 103,20            | 8                 | 46 / 82              |
| 16.72.03 | Dempo Utara          | Bumi Agung               | 127,11       | 19.934                  | 23.031            | 186,5             | 107,06            | 7                 | 34 / 139             |
| 16.72.04 | Dempo Selatan        | Lubuk Buntak             | 243,86       | 11.611                  | 12.783            | 56,1              | 110,49            | 5                 | 20 / 56              |
| 16.72.05 | Dempo Tengah         | Pelang Kenidai           | 144,05       | 12.663                  | 14.749            | 109,7             | 108,88            | 5                 | 19 / 63              |
| 16.72    | Kota Pagar Alam      | Kota Pagar Alam          | 633,66       | 126.181                 | 143.844           | 238,1             | 105,11            | 35                | 165 / 473            |

## Demografie
Hinsichtlich seiner Bevölkerung bildet Pagar Alam (mit 1,70 % der Provinz) das Schlusslicht aller 17 Verwaltungseinheiten der Provinz. Bezogen auf alle 120 Kabupaten der Insel Sumatra bedeutet dies Rang 23. Mit einer Bevölkerungsdichte von 241,1 Einw. je km² liegt die Stadt über dem doppelten Provinzwert (102,5).
Der Frauenanteil hat sich zwischen den beiden Volkszählungen 2010 und 2020 sowie zum Jahresende nur unwesentlich verändert und auf Werte unterhalb von 49 Prozent eingepegelt.
| Religion im Jahr 2020 | Religion im Jahr 2020 | Religion im Jahr 2020 | Religion im Jahr 2020 |
| Religion              | Anzahl                | Anteil (%)            | Gebäude               |
| --------------------- | --------------------- | --------------------- | --------------------- |
| Islam                 | 151.888               | 99,40                 | 216 1                 |
| Christen insg.        | 00.657 2              | 00,43                 | 0005                  |
| Davon:                |                       |                       |                       |
| Protestanten          | 00.359                | 00,23                 | 0004                  |
| Katholiken            | 00.298                | 00,20                 | 0001                  |
|                       |                       |                       |                       |
| Hindus                | 00.7                  |                       | 000–                  |
| Buddhisten            | 000.156               | 00,10                 | 000–                  |

| Jahr | Gesamt- bevölkerung | Männer   | %      | Frauen   | %      |
| ---- | ------------------- | -------- | ------ | -------- | ------ |
| 2010 | 0126.181            | 0064.852 | 051,40 | 0061.329 | 048,60 |
| 2020 | 0143.844            | 0073.715 | 051,25 | 0070.129 | 048,75 |
| 2023 | 0150.881            | 0077.147 | 051,13 | 0073.734 | 048,87 |

### Soziale Daten 2020
| Merkmal                                                            | Kota Pagar Alam | 0Prov. Sumatra Selatan0 |
| ------------------------------------------------------------------ | --------------- | ----------------------- |
| Bevölkerung unterhalb der Armutsgrenze (Tsd.)0                     | 12,71           | 302,58                  |
| Anteil der „armen Bevölkerung“ (indonesisch Penduduk miskin) (%)00 | 09,07           | 15,03                   |
| Arbeitslosenrate (%)                                               | 02,50           | 04,18                   |
| Lebenserwartung bei der Geburt (Jahre)                             | 66,71           | 69,35                   |
| HDI-Index                                                          | 68,31           | 71,40                   |
| Analphabetenrate (in %, 15+ J.)                                    | 00,76           | 01,99                   |
| Anteil der Altersgruppen                                           | 0Real0          | 0Prozentual0            |
| Kinder (<15 J.)                                                    | 037.6150        | 26,15                   |
| arbeitsfähige Bevölkerung (15–64 J.)                               | 097.3770        | 67,70                   |
| Rentner und Pensionäre (>65 J.)                                    | 008.8520        | 06,15                   |

## Geschichte
Durch das Regierungsgesetz Nr. 8 wurde im Jahr 2001 die autonome Stadt Pagar Alam gebildet, politisch gleichberechtigt mit den bereits bestehenden Regierungsbezirken der Provinz Sumatra Selatan. Bereits im Jahr 1991 war die Verwaltungsstadt (indonesisch Kota Adminmistratif) im Kabupaten Lahat entstanden, von dem sie nun ausgegliedert wurde. Zur Bildung gelangten vier Kecamatan, der Kecamatan Dempo Tengah wurde erst später gebildet. Durch die Neubildung wurde der „Mutterbezirk“ Lahat in einen großen (nordöstlichen) Teil mit 22 Distrikten und in einen kleineren Teil mit zwei Distrikten im Südwesten getrennt.

### Aktuelle Daten der Bevölkerungsfortschreibung
Nachfolgende Tabelle gibt den Einwohnerstand nach Geschlecht vom Jahresende 2022 und 2023 wieder. Er resultiert aus den Ergebnissen der Fortschreibung durch die örtlichen Zivilregistrierungsbüros (Disdukcapil, indonesisch Dinas Kependudukan dan Pencatatan Sipil) und kann in einer interaktiven Karte abgerufen werden
| Kecamatan          | 31.12.2022 | 31.12.2022 | 31.12.2022 | Fläche km² | 31.12.2023 | 31.12.2023 | 31.12.2023 | 31.12.2023         | 31.12.2023          |
| Kecamatan          | 0Insg.     | männl.     | weibl.     | Fläche km² | 0Insg.     | männl.     | weibl.     | Dichte [Einw./km²] | Sex Ratio [M*100/F] |
| ------------------ | ---------- | ---------- | ---------- | ---------- | ---------- | ---------- | ---------- | ------------------ | ------------------- |
| Pagar Alam Utara   | 45.318     | 23.070     | 22.248     | 45,55      | 46.166     | 23.521     | 22.645     | 1.013,5            | 103,87              |
| Pagar Alam Selatan | 50.670     | 25.688     | 24.982     | 46,09      | 51.518     | 26.141     | 25.377     | 1.117,8            | 103,01              |
| Dempo Utara        | 23.282     | 11.960     | 11.322     | 101,80     | 23.706     | 12.177     | 11.529     | 232,9              | 105,62              |
| Dempo Selatan      | 13.493     | 7.021      | 6.472      | 213,00     | 13.684     | 7.120      | 6.564      | 64,2               | 108,47              |
| Dempo Tengah       | 15.501     | 8.012      | 7.489      | 187,36     | 15.807     | 8.188      | 7.619      | 84,4               | 107,47              |
| Kota Pagar Alam    | 148.264    | 75.751     | 72.513     | 593,80 1   | 150.881    | 77.147     | 73.734     | 254,1              | 104,63              |